# Операция «Трио»
Операция «Трио», также цикл операций «Трио» (нем. Operationszyklus «Trio», итал. operazione «Trio», сербохорв. Operacija «Trio») — первая крупномасштабная совместная антипартизанская операция германских, итальянских и усташско-домобранских войск в Восточной Боснии на территории Независимого государства Хорватия в годы Второй мировой войны. Проводилась в два этапа в период с 22 апреля по 15 мая 1942 года с целью уничтожения группировок партизан и четников. На первом этапе — операция «Трио-1» (22—30 апреля) — был деблокирован окружённый партизанами гарнизон усташей и домобран в городе Рогатица, а также в основном зачищен от повстанцев район Восточной Боснии к северу от демаркационной линии. Во время второго этапа — операция «Трио-2/Фоча» (2—15 мая) — восстановлен контроль над ранее освобождённой партизанами территорией с центром в городе Фоча. Однако полностью цели операции не были достигнуты. Верховный штаб партизан отступил с основными силами в Черногорию. Воинские формирования четников также избежали ликвидации и сохранили своё присутствие в регионе.
Из-за того, что операция проводилась в районе по обе стороны от демаркационной линии и требовала сосредоточения итальянских войск в зоне германского контроля в Хорватии (НГХ), её подготовка и осуществление были сопряжены с разногласиями и взаимными подозрениями участвующих сторон, что отразилось отрицательно на координации совместных военных действий и завершилось встречными обвинениями в причинах неудач. Как следствие, по окончании операции отношения между командованиями итальянской 2-й армии и немецкими войсками на Юго-Востоке достигли своего низшего уровня, а сотрудничество в борьбе с партизанами было временно прекращено до конца 1942 года.
В югославской и советской историографии цикл операций «Трио» известен также как «Третье вражеское наступление» (сербохорв. Treća neprijateljska ofanziva/Трећа непријатељска офанзива).

## Предыстория

### Повстанческое движение в Восточной Боснии
К весне 1942 года Восточная Босния была одним из крупных очагов вооружённого восстания на югославских землях. Вместе с тем силы повстанцев не были однородными. Так же как в Сербии и Черногории они делились на четников и партизан. Повстанческое движение Восточной Боснии возникло как стихийные или полустихийные выступления. Так как влияние КПЮ в регионе до начала восстания было незначительным, к руководству большинства создававшихся отрядов пришли в основном представители прежней югославской королевской администрации. Наиболее известным из них был жандармский майор Ездимир Дангич, контролировавший Власеницкий, Сребреницкий и часть Зворникского района (котара). Некоммунистические повстанцы по традиции именовали себя четниками. Консолидированные под командованием Дангича четники формально присоединились к Равногорскому движению Драголюба (Дражи) Михайловича, но сохранили автономность. Так, Дангич не последовал осенью 1941 года призыву Михайловича поддержать его войска в Сербии в начавшейся гражданской войне с партизанами Тито и некоторое время сохранял приемлемые отношения с местными партизанами. Основными участниками повстанческих отрядов в регионе были крестьяне — сербы, взявшиеся за оружие не по иделогическим убеждениям, а из-за усташского террора. С рубежа 1941—1942 годов, после отступления из Западной Сербии в Восточную Боснию партизанской группировки во главе с Тито, сербское повстанческое движение в регионе стало объектом борьбы четников и партизан. Первое боевое столкновение между четниками и партизанами произошло сразу после формирования 1-й Пролетарской бригады 22 декабря 1941 года и ознаменовало начало вооружённого конфликта между двумя антиоккупационными движениями в восточно-боснийском регионе. В начале января 1942 года на военно-политическом совещании Верховного штаба и руководства народно-освободительного движения Боснии было принято решение о формировании отрядов народно-освободительной добровольческой армии Югославии, призванных объединить в своих рядах «тех патриотов, которые готовы бороться против оккупантов и усташей, но не хотят вступать ни в партизанские, ни в четнические части». Вооружённые силы под руководством КПЮ были переименованы в Народно-освободительную партизанскую и добровольческую армию Югославии (НОПиДАЮ). Создаваемые добровольческие отряды подчинялись командованию Верховного штаба (ВШ) и главных штабов соответствующих земель. Тогда же было принято решение разоружить повстанцев, которые действовали не под контролем партизан, то есть четников. Исполнению этого намерения помешала немецко-хорватская контрпартизанская операция «Юго-Восточная Хорватия», однако поражение повстанцев не привело к их единению, а только обострило взаимные обвинения, противостояние и вооружённую борьбу между партизанами и четниками. Отступив в ходе операции «Юго-Восточная Хорватия» в итальянскую зону военной ответственности в Хорватии, партизанская группировка во главе с ВШ взяла в начале февраля под свой контроль город Фочу, ставший военно-политическим центром народно-освободительного движения на последующие три месяца. В марте 1942 года ВШ образовал оперативную группу под командованием Кочи Поповича в составе 2-й и большей части 1-й Пролетарских бригад и направил её на север, в район, котролируемый отрядами четников во главе с Дангичем. Оперативная группа Поповича нанесла четникам ряд поражений и овладела 16 марта их временным центром — городом Власеница. Большинство четников из разбитых подразделений перешло на сторону партизан. Вместе с тем акция имела серьёзные последствия для морального духа в повстанческом движении и происходила параллельно с подготовкой Германии, Италии и Хорватии (НГХ) к очередной масштабной антипартизанской операции в Восточной Боснии.

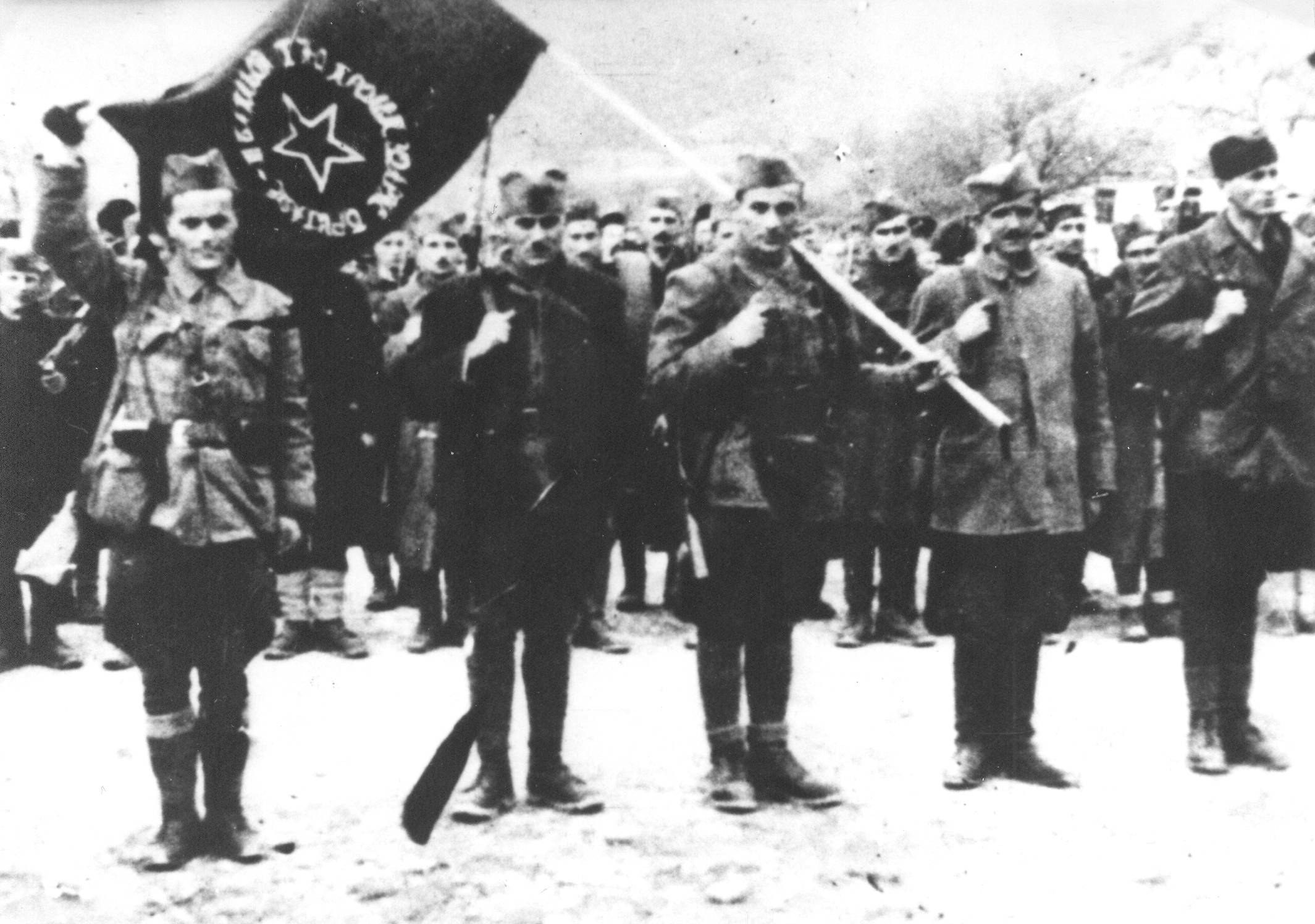
Партизаны 1-й Пролетарской бригады в Фоче, 5 марта 1942 года

### «Левый уклон» в народно-освободительном движении и его следствие
Вскоре после поражения восстания в Сербии, на заседании Политбюро ЦК КПЮ от 7 декабря 1941 года, состоявшемся в селе Дренова (Приеполе) была принята резолюция, провозглашающая нынешний конфликт, разрастающийся в мировую войну, классовой борьбой под руководством Советского Союза. В то время руководство КПЮ предполагало быстрый слом нацистского порядка в Европе после успехов Красной армии под Москвой и сделало вывод о начале объединения «реакционных сил империалистических стран» в борьбе с революционными народно-освободительными движениями, выразившемся в югославских реалиях в сотрудничестве четников с оккупантами и формированиями коллаборационистских режимов. Следствием этого стали заключение о необходимости укрепления «классовой базы» и «рабоче-крестьянского ядра» народно-освободительного движения, а также его радикализация. Курс КПЮ на классово-революционную заострённость, названный позднее «левым уклоном» в народно-освободительном движении, сопровождался массовыми репрессиями против лиц, которых относили к категориям «капиталистических элементов», «кулаков», «враждебно настроенных», подозреваемых в качестве реальных или потенциальных участников «пятой колонны». Репрессии партизан способствовали усилению влияния четников среди сербского населения Черногории, Герцеговины и Восточной Боснии, а также действовавших здесь сербских повстанческих отрядов, находившихся вне контроля коммунистов, влекли за собой нарастающие трудности для народно-освободительного движения. Сокращение базы пополнения, отсутствие стабильных источников снабжения оружием, боеприпасами и продовольствием, наряду с пропагандой четников сказывались отрицательно на боевом духе партизанских отрядов.

### Коллаборационизм четников
Обстановка в движении Сопротивления на территории Хорватии была отмечена не только гражданской войной между её двумя военно-политическими силами, но и коллаборационизмом четников. Командующий четническими силами в Восточной Боснии майор Дангич вёл в период января — апреля 1942 года переговоры с командующим немецкими войсками в Сербии генералом Паулем Бадером и тайно договорился о сотрудничестве с немцами в борьбе против партизан. Германская сторона признавала определённые прерогативы четников в Северо-Восточной Боснии и снабжала их вооружением и боеприпасами. Данный проект вызывал возражения властей НГХ и в руководстве Германии, в то же время итальянское командование приняло сотрудничество четников и предоставляло им разностороннюю помощь в Боснии и Герцеговине, а также в Черногории. Сотрудничество итальянцев и четников началось с рубежа весны — лета 1941 года, когда сербы стали бежать от усташского террора на аннексированную Италией территорию и находить там некоторое покровительство местной администрации. Тенденция в пользу сербов, подвергавшихся террору усташей, получила развитие после ввода Италией своих войск во 2-ю и 3-ю зоны военной ответственности. Чтобы остановить восстание и обеспечить контроль над этими территориями, итальянское командование шло на контакт с повстанческими формированиями, действовавшими на национальной, некоммунистической основе, а также четниками и стало заключать с ними соглашения о воздержании от взаимных нападений. При этом итальянцы выступали в качестве фактора сдерживания усташского режима и препятствования террору против сербского населения и постепенно перешли к передаче четникам некоторого количества оружия, материалов и продовольствия. В свою очередь четники координировали с итальянским командованием свои действия против партизан.

### Оккупационные силы
Хорватских вооружённых сил в Восточной Боснии не было в первые месяцы после образования НГХ. К ноябрю 1941 года численность домобранских частей в НГХ стоставляла около 55 000 человек, а усташских формирований — около 15 000 человек. В Сараево размещался 7-й пехотный полк. На территории Тузланского и Кладаньского котаров дислоцировался 8-й пехотный полк. Биелина и её район контролировались 6-м пехотным полком. Границу с Сербией и Черногорией охраняли четыре домобранских батальона. Пехотные полки насчитывали по штату 1626 человек, а домобранский батальон — в среднем 832 человека. Войска НГХ не были в состоянии самостоятельно ликвидировать восстание в Боснии и нуждались в помощи союзников — Германии и Италии. Однако после поражения под Москвой зимой 1941—1942 годов Германия не располагала возможностями переброски в оккупированную Югославию дополнительных дивизий для борьбы с партизанами, как это было во время подавления восстания в Сербии осенью 1941 года. По этой причине немецкое командование было вынуждено обходиться в Сербии и НГХ ограниченным воинским контингентом из четырёх оккупационных дивизий и обращаться к итальянкому союзнику за поддержкой в борьбе с повстанцами. Дислоцированная в Хорватии итальянская 2-я армия насчитывала по состоянию на 1 декабря 1941 года 226 770 человек в составе 12 дивизий и располагала наибольшими военным контингентом на югославских землях. Вместе с тем итало-хорватские отношения на рубеже 1941—1942 годов обрели напряжённый характер из-за территориальных противоречий, ограничения власти усташского режима в итальянской зоне военной ответственности, а также тенденции к сотрудничеству командования 2-й армии с противником НГХ — четниками. В этих условиях Италия стремилась расширить собственное влияние в зоне Восточной Адриатики, а режим усташей — противостоять итальянским намерениям.
Опасаясь роста повстанческого движения с приходом весны, немецкое, итальянское и усташско-домобранское командования приступили в марте 1942 года к планированию совместной операции с целью подавления очага восстания в Восточной Боснии.

## Подготовка, план операции и силы сторон

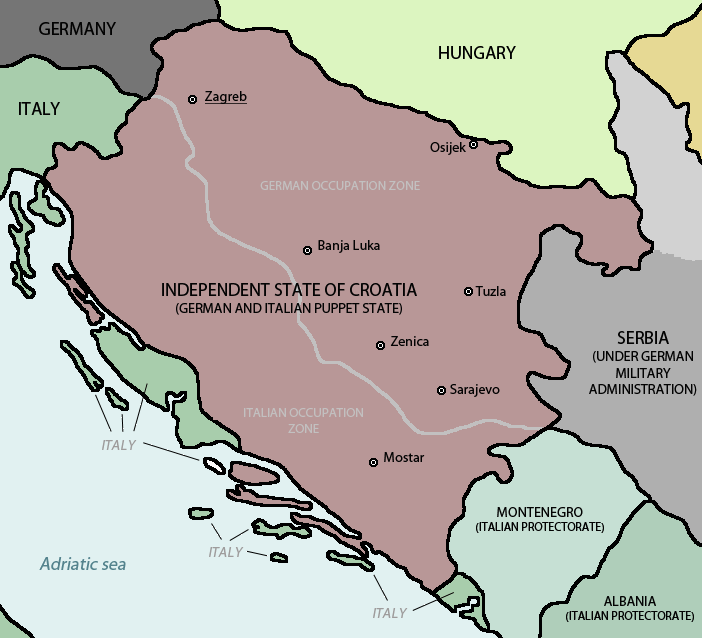
Пролегание демаркационной линии в НГХ

Решение о проведении совместной операции с целью уничтожения повстанцев в Восточной Боснии было принято на конференции представителей германского, итальянского и хорватского командований, состоявшейся в штабе итальянской 2-й армии в городе Опатия 2—3 марта 1942 года. Операция получила условное наименование «Трио», соответствующее составу участников. Ход переговоров был отмечен трудностями, связанными с итальянским стремлением к гегемонии над хорватским государством и сложившимся к тому времени взаимным недоверием и подозрением в отношениях между немецким и итальянским командованиями. Конфликт интересов проявлялся в вопросах командования операцией, согласования районов её проведения, установления периода присутствия итальянских войск к северу от демаркационной линии и возвращения контроля НГХ над занятыми повстанцами территориями, а также по проблеме сотрудничества с четниками и др. Вместе с тем итальянцам удалось добиться принятия большинства своих условий благодаря наибольшему вкладу в предстоящие военные действия (итальянская сторона предоставляла для операции три дивизии, немецкая — одну, а хорватская — 8—10 батальонов). По соглашению участников конференции руководство операцией возлагалось на командующего 2-й армией генерала Марио Роатту, а оперативное управление силами операции поручалось командующему немецкими войсками в Сербии генералу Паулю Бадеру. На время операции отменялась демаркационная линия, разделяющая немецкие и итальянские войска в НГХ, а вопрос о времени последующей передачи зачищенных от повстанцев районов Боснии хорватским органам власти был отнесён к компетенции генерала Роатты. Последние два пункта решений конференции вызвали обеспокоенность у руководства НГХ, подозревавшего, что итальянцы оставят под своим контролем город Сараево. На конференции также было решено не делать различия между партизанами и четниками и рассматривать их всех как повстанцев (нем. Rebellen). Несмотря на недовольство ставки Гитлера достигнутыми итальянской стороной преимуществами, проект плана операции был согласован Гитлером 17 марта 1942 года.

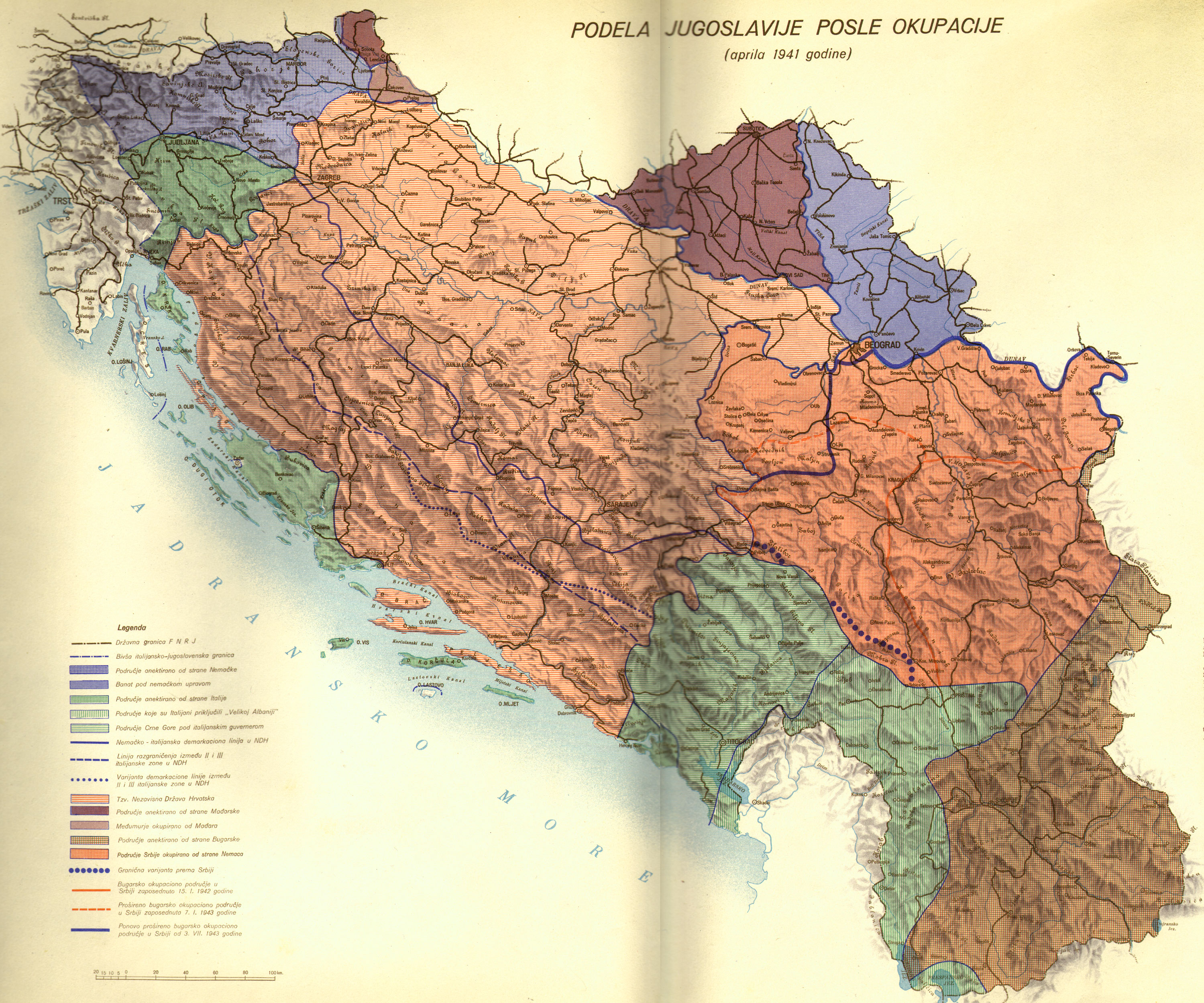
Раздел Югославии странами «оси», 1941 год

Согласование деталей операции было проведено 28—29 марта на совещании в Любляне. Там же по предложению генерала Роатты отменили пункт решения конференции в Опатии о запрете сотрудничества с четниками. На принятие решения повлияло произошедшее накануне значительное изменение в расстановке сил в районе операции после поражения, нанесённого оперативной группой Поповича четникам Дангича, в результате чего партизаны стали единственной повстанческой группировкой в центральной части Восточной Боснии. По аргументации Роатты, принятой Бадером, четники перестали быть самостоятельной силой и их надо было использовать для ослабления партизан. Сотрудничество четников с войсками стран «оси» было призвано разделить повстанцев, углубить разногласия между ними и облегчить их последующую ликвидацию. Отрицательная позиция хорватов по данному вопросу была фактически проигнорирована.
По итогам переговоров в Опатии и Любляне предусматривалось проведение в Восточной Боснии цикла операций, состоящего из трёх этапов. На первом — операция «Трио-1» — ставилась задача уничтожить повстанцев в районе Хан-Песак — Вишеград — Горажде — село Прача. Во время второго этапа — «Трио-2» — намечалось зачистить излучину реки Дрины в районе Сребреницы, Власеницы и горы Явор. В ходе третьего этапа — «Трио-3» — предполагалось истребить повстанцев в районе горы Озрен, между рек Спреча, Босна и Кривая.
Основная роль в операции отводилась итальянским войскам. К операции привлекались три дивизии итальянской 2-й армии: 5-я альпийская дивизия «Пустерия», 1-я альпийская дивизия «Тауринензе», 22-я пехотная дивизия «Каччиатори делле Альпи», а также части немецкой 718-й пехотной дивизии. Эти соединения составили оперативную боевую группу под командованием генерала Бадера.
30 марта Роаттой был установлен день начала операции 15 апреля 1942 года. Вместе с тем руководство НГХ подозревало, что итальянские войска после окончания операции не вернутся за демаркационную линию и сохранят контроль над городом Сараево. Чтобы лишить итальянцев оснований для их присутствия севернее демаркационной линии, хорватским командованием было принято решение самостоятельно и без согласования с союзниками осуществить вторую фазу операции «Трио» против оплота войск четников в излучине Дрины. Созданная с этой целью усташская боевая группа в составе трёх батальонов под командованием Юре Францетича перешла 1 апреля в наступление из Хан-Песака на направлении Власеницы, из которой накануне были отведены подразделения оперативной группы пролетарских бригад. В последующие двенадцать дней Францетич одержал победу над четниками Дангича в излучине Дрины и восстановил контроль НГХ в населённых пунктах Власеница, Дриняча, Братунац и Сребреница, а также в прилегающих к ним районах. При этом, согласно донесению Бадера от 20 апреля 1942 года, адресованному командующему немецкими войсками на Юго-Востоке генералу Кунце, усташами были совершены массовые убийства сербского населения. Приказом ОКВ от 6 апреля 1942 года переговоры с иррегулярным противником, в том числе национал-сербскими повстанцами, были запрещены. 13 апреля Дангич был арестован немцами и 17 апреля отправлен в лагерь для военнопленных.
Тем временем из-за проблем со снабжением итальянских дивизий и задержки их выдвижения на исходные позиции Роатта сместил 10 апреля срок начала операции на 25 апреля. Немецкое командование опасалось, что партизаны прознали о предстоящей акции и готовятся к отступлению из района операции. Под этим предлогом командующий немецкими войсками на Юго-Востоке генерал Вальтер Кунце решил использовать военный успех усташей Францетича, чтобы предотвратить распространение итальянского влияния на север от демаркационной линии и поручил Бадеру осуществить в обход Роатты разработку плана наступления силами немецких и хорватских частей с целью деблокирования окружённого партизанами хорватского гарнизона города Рогатица.
Разработка полностью нового плана операции «Трио-1» была завершена 20 апреля. Основная роль в операции разблокирования Рогатицы отводилась немецкой 718-й пехотной дивизии, усиленной одним батальоном 717-й пехотной дивизии. С хорватской стороны задействовалась усташская боевая группа Францетича в составе 2—3 батальонов и взвода горных орудий. Несмотря на прибытие 21 апреля в Сараево из Мостара передовых частей итальянской дивизии «Тауринензе», их участие в операции «Трио-1» не предусматривалось. 21 апреля предложенный Бадером план был окончательно утверждён Роаттой, а начало операции назначено на 22 апреля. Согласно плану, немецко-хорватские войска должны были провести концетрическое наступление в направлении Рогатицы: 718-я дивизия — с линии Подложник — Соколац — Хан-Песак, «Чёрный легион» — с линии Джимрие — Боровац, а усиленный батальон 737-го полка 717-й пехотной дивизии — с линии Годжене — Слап. Остальные батальоны 737-го полка обеспечивали блокирование района операции по реке Дрина от реки Жепа до Вишеграда..
Накануне операции войска НОПиДАЮ в Восточной Боснии составляли: 1-я и 2-я Пролетарские ударные бригады, Дринский, Власеницкий, Сребреницкий, Рогатицкий и Яхоринский добровольческие отряды; Романийский, Бирчанский (сербохорв. Birčanski), Озренский и Калиновикский партизанские отряды, а также отряд «Звезда». Кроме этого в Герцеговине пребывали Северо-Герцеговинский и Южно-Герцеговинский партизанские отряды под командованием оперативного штаба Герцеговины. На территории Черногории находились: Ловченский, Комский, Никшичский, Зетский и Дурмиторский партизанские отряды под командованием оперативного штаба Герцеговины, а также Белопольский партизанский отряд, Милешевский и Златарский отдельные партизанские батальоны под командованием Главного штаба в Санджаке. Общая численность этих сил составляла около 18 000 человек.

## Ход операции

### Этапы операции
Цикл операций «Трио» проводился в два этапа. На первом этапе — операция «Трио-1» (22—30 апреля) — был деблокирован окружённый партизанами гарнизон усташей и домобран в городе Рогатица, а также в основном зачищен от повстанцев район Восточной Боснии к северу от демаркационной линии. Во время второго этапа — операция «Трио-2 / Фоча» (2—15 мая) — восстановлен контроль над ранее освобождённой партизанами территорией с центром в городе Фоча.
В югославской и советской историографии цикл операций «Трио» известен также как «Третье вражеское наступление».

### Операция «Трио-1»
Заняв в период с 15 по 20 апреля исходную полукружную позицию, немецкие и хорватские войска перешли 22 апреля в наступление на Романии, Гласинаце и в районе Рогатицы. Верховный штаб стремился избежать решающего сражения с превосходящими силами противника, поэтому снял блокаду Рогатицы и отдал приказ своим частям об отходе через реку Прача в итальянскую зону. Отряды четников численностью до 2000 человек, оказывшиеся в зоне операции «Трио-1», не оказывали сопротивления и, разделившись на мелкие группы, укрылись в лесах. 27 апреля немцы и хорваты вошли в Рогатицу и в следующие два дня пробились в долину реки Прача. Здесь они остановились в ожидании начала продвижения дивизии «Тауринензе» из района Сараева и дивизии «Каччиатори делле Альпи» из Невесине на направлениях Калиновика и Фочи. В то же время дивизия «Пустерия» из Плевли неожиданно для союзников начала боевые действия 22 апреля. Преодолев сопротивление санджакских партизанских отрядов, она заняла без боя 23 апреля город Чайниче, 24 апреля вышла к Дрине напротив Горажде и 25 апреля овладела правобережной частью этого партизанского опорного пункта. Итогом операции «Трио-1» стало почти полное вытеснение партизан из немецкой в итальянскую зону ответственности НГХ. Расположенный вблизи Сараева район горного массива Игман был ранее включён в зону проведения операции «Трио-2». Потери партизан составили 80 человек убитыми и 786 пленными. При этом дивизией «Пустерия» было взято в плен 488 партизан. Наряду с этими результатами, вследствие операции «Трио-1» итальянская сторона лишилась формального предлога для продолжительного пребывания её войск к северу от демаркационной линии.

### Операция «Трио-2 / Фоча»
По завершении передислокации в район Сараево итальянской 1-й горнопехотной дивизии «Тауринензе», войска союзников начали 2 мая второй этап цикла операций — «Трио-2» (другое название «Фоча»). Замысел операции состоял в окружении и ликвидации группировки НОПиДАЮ в районе Сараево — Горажде — Фоча — Калиновик. В операции участвовали одна немецкая и три итальянские двизии. Итальянцам в операции отводилась основная роль. Немецкая 718-я пехотная дивизия наступала пятью боевыми группами вместе с приданными усташско-хорватскими подразделениями с северо-востока на контролируемый партизанами район между Фочей и Трново, тесня их на юг, в подготавливаемый итальянцами «котёл». Южный сегмент кольца окружения от Калиновика в сторону Фочи и до Вишеграда должны были замкнуть три итальянские дивизии. Итальянская 1-я альпийская дивизия «Тауринензе» продвигалась с северо-запада через Трново по направлению на Калиновик и Яхорину. На встречу ей и 5-й альпийской дивизии «Пустерия» шла с юга двумя колоннами — одна вдоль дороги Невесине — Улог — Калиновик, а другая из Гацко на Фочу — 22-я пехотная дивизия «Каччиатори делле Альпи». 5-я альпийская дивизия «Пустерия» блокировала пути вероятного отхода партизан на восток через Дрину.
Как и в период подготовки операции «Трио», уже на следующий день операции проявились противоречия в отношениях союзников и последовал итальянский ответ на предыдущие несогласованные действия хорватов и немцев. Начальник Генерального штаба Уго Кавальеро вывел 3 мая три свои дивизии из состава боевой группы генерала Бадера и переподчинил их командиру 6-го армейского корпуса Ренцо Дальмаццо. В ответ на протест немецкой стороны, под командование Бадера была возвращена только дивизия «Пустерия».
Между тем операция продолжалась. 4 мая 718-я дивизия форсировала реку Прача и, не встречая сильного сопротивления партизан, до 6 мая прочесала местность между населёнными пунктами Месичи, Устипрача и Горажде . 8 мая подразделения дивизии заняли без боя левобережную сторону Горажде и пленили в его околицах около 5000 человек, преимущественно беженцев, так как только незначительная часть из них была вооружена. 10 мая немецкие войска и части дивизии «Пустерия» вошли в Фочу, оставленную партизанами 1-й Пролетарской бригады. После Фочи немцы повернули на запад и прочесали участок дороги Фоча — Калиновик. Этими действиями задача 718-й дивизии в операции «Трио-2» была завершена.
Дивизия «Тауринензе» с началом операции зачистила районы Сараева и 9 мая заняла без боя город Трново. На пути к селу Добро-Поле преодолела сопротивление Калиновикского партизанского отряда и принудила его к отступлению. 10 мая передовые подразделения «Тауринензе» установили первый контакт с частями 718-й дивизии. 11 и 12 мая без боя заняли Добро-Поле и деблокировали Калиновик.
Дивизия «Пустерия» действовала на участке с большой концентрацией партизанских формирований. 1 мая её подразделения отбили трёхчасовую атаку партизан на Чайниче. 5 мая опорный пункт дивизии в Милено подвергся сильной атаке партизан, отражённой с большими потерями. На следующий день последовало нападение на колонну с провиантом на околице Чайниче. После этого в столкновениях с партизанами дивизия понесла новые потери, утратив до 8 мая 20 человек убитыми и 30 ранеными. 10 мая повторилась атака на Милено, после чего партизаны отступили из района Чайниче и Горажде к окрестностям Плевли. Последний бой подразделений дивизии с партизанами в ходе операции «Трио-2» состоялся во время атаки 2-й Пролетарской бригады на Фочу в ночь с 18 на 19 мая. Во время двухчасового боя было убито 2 итальянских офицера и 2 солдата, а также несколько человек ранено. Потери партизан не были установлены.
Задача дивизии «Каччиатори делле Альпи» состояла в охвате партизанского района с юга с целью замкнуть кольцо окружения, соединившись с итальянскими дивизиями около Фочи и Добро-Поля. Дивизия должна была наступать из Невесине двумя тактическими полковыми боевыми группами: одна через Гацко на Фочу, другая — на Калиновик и Добро-Поле. Уже при выдвижении на исходную позицию у города Гацко, блокированного партизанами, дивизия встретила ожесточённое сопротивление партизан. Бои у Гацко длились с 25 до 28 апреля и стоили итальянцам 7 человек убитыми, 34 ранеными и 54 пропавшими без вести. Через неделю после деблокады Гацко, дивизия начала 6 мая пробиваться на север. Боевой группе, шедшей на направлении Улог — Калиновик — Добро-Поле, противостояла группировка партизан численностью около 1300 человек. Центр партизанской обороны находился в Улоге, располагавшем укреплениями, построенными австро-венгерской армией. Продвижение итальянцев было медленным. 8 мая в 14 часов дня дивизия овладела Улогом, но далее наступление замедлилось ещё больше. 10 мая дивизия взяла село Стране в 2,5 км от Улога. Тесня партизан, итальянцы вышли 12 мая к разрушенному мосту на расстоянии 4,5 км от Калиновика. Однако этот город в тот же день заняли части дивизии «Тауринензе» и боевая группа была возвращена в Невесине.
Вторая боевая группа дивизии «Каччиатори делле Альпи» не выполнила свою задачу по замыканию кольца окружения у Фочи. На её пути к северо-западу от Гацко стояла партизанская группировка численностью около 2000 человек, размещённая в сёлах Сливле, Дублевичи и Юговичи. Итальянцы не смогли преодолеть партизанскую оборону и не пробились далее села Чемерно, лежащего в 10 км северо-восточнее Гацко. Из-за неудачи дивизии «Каччиатори делле Альпи», союзникам не удалось сомкнуть кольцо окружения вокруг сил НОПиДАЮ. Пользуясь этим, Верховный штаб вместе с находившимся на Зеленгоре между Фочей и Гацко ядром партизанской армии вышел из окружения через Жабляк и Плужине в пограничный район между Черногорией и Герцеговиной.
15 мая операция была прекращена. Из-за несостоявшегося окружения и ухода партизан генерал Бадер оценил операцию «Трио-2 / Фоча» как неудачную, а ответственность за неуспех возложил на дивизию «Каччиатори делле Альпи». В свою очередь генерал Роатта счёл причиной неудачи «преждевременное и неожиданное начало» операции немецко-хорватских войск.

## Майский кризис НОПиДАЮ
Накануне операции «Трио» сербские националистические формирования в Восточной Боснии лишились своего лидера, а значительная часть их личного состава перешла к партизанам. В Верховном штабе рассматривались планы объединения освобождённых территорий Черногории, Восточной и Западной Боснии. В этой обстановке перед штабом возникла проблема Озренского партизанского отряда. Большинство его бойцов были сербские крестьяне, хотя и подчинявшиеся военным приказам ВШ, но не разделявшие претензии коммунистов на лидерство и их политический курс на обострение классовой борьбы. Формирование в январе 1942 года добровольческой армии создавало предпосылки образования общенационального фронта и объединения в рядах НОПиДАЮ бойцов, не связанных коммунистической идеологией. Вместе с тем командующий Главным штабом НОПиДАЮ в Боснии и Герцеговине Светозар Вукманович предпринял попытку дисциплинировать Озренский отряд силами группы отобранных бойцов. Акция не удалась. В отряде 18 апреля произошёл четнический мятеж, а Вукмановичу с группой верных партизан довелось с потерями спешно удалиться. После этого Озренский отряд прекратил существование (был вновь сформирован 20 августа 1943 года в составе 17-й ударной дивизии НОАЮ).
Последующие события апреля — мая 1942 года явились следствием цикла антипартизанских операций «Трио», военных действий итальянских и четнических войск против партизан в Герцеговине, Черногории и Санджаке, а также «левого уклона» в КПЮ. После первых столкновений с противником распались все добровольческие отряды, а их бойцы либо разошлись по домам, либо присоединились к четникам. За ними последовали партизанские отряды: Калиновикский, Романийский, Зеницкий и «Звезда». Даже в этих условиях поражение в ходе боевых действий операции «Трио» и отступление группировки партизан из Восточной Боснии рассматривалось бы Верховным штабом НОПиДАЮ как временная неудача, если бы имелась возможность возвращения на фактическую базу народно-освободительного движения в Черногории и переформирования там имеющихся сил. Однако ввиду серьёзного кризиса, назревавшего в Черногории в последние несколько месяцев, во второй половине мая 1942 года такой возможности не было. «Левый уклон» и здесь привёл к утрате партизанами поддержки населения, консолидации и усилению четнических формирований. Параллельно с аналогичными событиями в Восточной Боснии, в ряде черногорских партизанских отрядов произошли перевороты с последующим переходом бойцов в ряды четников. Предпринятая 16 мая попытка прорыва главной партизанской группировки на Колашин не удалась ввиду начавшегося охватывающего наступления четников с северного и южного направлений. Оперативная зона партизан была ограничена пространством на северо-востоке Черногории между реками Пивой и Тарой. Таким образом политическое поражение партизан в гражданской войне с четниками для руководства КПЮ стало более тяжёлым, чем вытеснение из Восточной Боснии в результате антипартизанских операций.

## Последующие события
Операция «Трио-3» не проводилась в связи с распадом Озренского партизанского отряда 18 апреля 1942 года. Штаб боевой группы генерала Бадера был упразднён 28 мая 1942 года. Боевые действия итальянских войск и четников против партизан в Санджаке, Черногории и Герцеговине продолжались в течение мая и первой половины июня. Соединения и боевые группы итальянцев, а также отряды четников наступали из районов: Грахово, Никшич, Колашин, Мойковац, Шеховичи, Приеполе, Плевля, Чайниче, Фоча, Калиновик, Невесине, Гацко, чтобы вытеснить партизан на пространство между реками Тарой, Пивой и Сутьеской и, стянув кольцо окружения, уничтожить силы НОПиДАЮ. Для достижения этой цели были задействованы: дивизия «Каччиатори делле Альпи», части пехотных дивизий «Мурдже», «Марке», «Таро», «Феррара», «Венеция» и «Пустерия», боевая группа альпийской дивизии «Альпи Грайе», а также формирования четников и домобран.
Соединения и отряды НОПиДАЮ уклонялись от фронтального противостояния с превосходящим противником, маневрировали и укрепляли свои группировки на угрожаемых направлениях, чтобы замедлить продвижение неприятеля и избежать окружения. Во второй половине мая Верховный штаб перебросил основные силы 1-й и 2-й Пролетарских бригад на Дурмитор и Голию на помощь отступающим черногорским и санджакским партизанским отрядам. Ведя ожесточённые и упорные бои на флангах отступления, пролетарские бригады и черногорские ударные батальоны обеспечили выход основной части партизан на Зеленгору. К середине июня там собрались сохранившиеся отряды с территории Санджака, Черногории и Герцеговины численностью около 3500 бойцов и около 600 раненых с большим количеством беженцев.

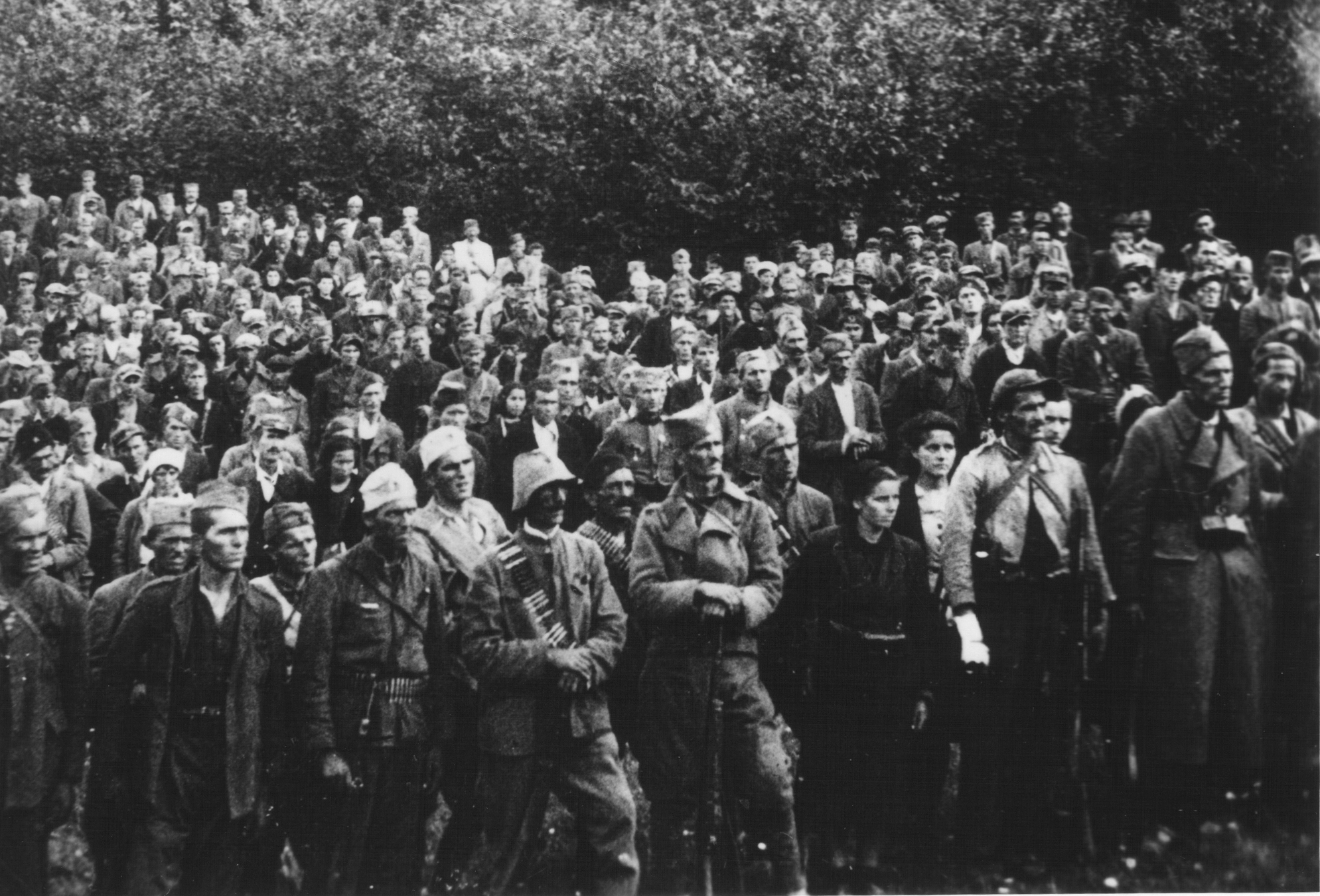
Бойцы 4-й Пролетарской Черногорской бригады на Зеленгоре, июнь 1942 года

К 10 июня Верховный штаб переформировал все вышедшие на Зеленгору партизанские отряды в три пролетарские бригады: 3-ю Санджакскую, 4-ю и 5-ю Черногорские бригады и Герцеговинский партизанский отряд. Общее число партизан, реорганизованных в пять пролетарских бригад и один отряд, составило около 5000 человек. 19 июня было принято решение о вынужденном передвижении ВШ с ударной группой из четырёх бригад в направлении Западной Боснии. На Зеленгоре остались 5-я Пролетарская Черногорская бригада и Герцеговинский отряд (всего около 1200 человек) для обеспечения безопасности госпиталя и беженцев. Им поручалось развивать активность в направлении Черногории, а в случае наступления противника, продвигаться в сторону Восточной Боснии или вслед за ударной группой.

## Итоги
Операция «Трио» совпала по времени с эскалацией гражданской войны между партизанами и четниками и способствовала наступлению майского кризиса в народно-освободительном движении. В результате операции «Трио» практически вся территория Восточной Боснии была возвращена под контроль НГХ. Действовавшие здесь до начала операции партизанские и добровольческие отряды распались вследствие военных действий, разного рода трудностей, политического кризиса, вызванного «левым уклоном» и четнической пропаганды. Сохранились только три ударных батальона, Бирчанский и остатки (около 50 человек) до этого самого крупного Калиновикского отряда. Влияние партизан ограничивалось районом Бирача, периферией Власеницкого, Кладаньского и Зворникского районов. В дальнейшем восточно-боснийский регион оставался до конца войны одной из опорных баз Равногорского движения четников.
Согласно данным оперативного штаба боевой группы генерала Бадера, потери партизан во время операции «Трио-1» составили 80 человек убитыми и 786 пленными. Войска стран «оси» потеряли убитыми: немцы — 4 человека, усташи и домобраны — 9 человек, итальянцы — 3 человека. Было ранено: немцев — 11 человек, усташей и домобран — 11 человек, итальянцев — 1 человек. По данным командования немецких войск на Юго-Востоке, в ходе операции «Трио-2» было убито 107 партизан, 230 ранено и 741 взят в плен. На немецкой стороне погибли 2 человека.
Вместе с тем ядро НОПиДАЮ — самые боеспособные и политически надёжные 1-я и 2-я Пролетарские бригады — во главе с Верховным штабом избежало уничтожения и отступило в Черногорию. При этом пролетарские бригады не имели значительных потерь в людях и военном снаряжении.
В ходе подготовки и проведения первого совместного итало-немецко-хорватского цикла антипартизанских операций проявились существующие противоречия между союзниками. Для командования 2-й армии было очевидным блокирование хорватами и немцами попыток итальянской стороны расширить влияние на немецкую зону военной ответственности. С учётом этого итальянское командование внесло коррективы в политику по отношению к НГХ и, вместо расширения границ своей военной ответственности, сосредоточилось на обеспечении безопасности аннексированных земель Далмации и Словении. С этой целью 2-я армия приступила к выводу своих воинских контингентов из 3-й зоны военной ответственности в НГХ. 25 мая итальянцы оставили Босански-Петровац, 30 мая — Дрвар, 1 июня — Прозор и Гламоч. Дивизии «Тауринензе» и «Перуджия» были переброшены в Черногорию, а дислоцированные там дивизии «Таро» и «Пустерия» возвращены в Италию.
По завершении операции «Трио» отношения между командованиями итальянской 2-й армии и немецкими войсками на Юго-Востоке достигли своего низшего уровня. Об отводе итальянцами войск из 3-й зоны представитель вермахта генерал Глайзе-Хорстенау и посланник Германии в НГХ Зигфрид Каше получали сведения в первые три недели только от хорватских властей. При этом командование вермахта на Юго-Востоке ничего не знало об отводе до середины июня 1942 года. Прерванное после операции «Трио» сотрудничество между итальянским и немецким командованиями в борьбе с повстанцами возобновилось только на рубеже 1942—1943 годов с приготовлениями к операции «Вайс», когда угроза восстания стала слишком большой.
Под влиянием поражения и критики из Москвы руководство КПЮ осудило 19 июня 1942 года «левый уклон», оценив его как «ошибки», носившие «сектантский характер» и приняло решение о перемещении пролетарских бригад во главе с верховным штабом в Западную Боснию, где в процессе отвода войск итальянской 2-й армии возник вакуум оккупационных сил, а партизанские отряды по прежнему доминировали в гражданской войне над местными антикоммунистическими формированиями. Центр боевых действий был перенесён на этот театр военных действий.
Ещё одним следствием операции «Трио» явилось создание итальянским командованием Антикоммунистической добровольческой милиции в зонах своего военного контроля на территории НГХ, в которой были легализованы формирования четников.
Подводя итоги операции «Трио», немецкий историк Клаус Шмидер пишет: «В целом, для немецких военных и дипломатов в ходе операции „Трио“ со всей очевидностью открылась основная проблема германской оккупационной политики в Хорватии: правительство Хорватии воспринимало итальянскую оккупацию в первую очередь как угрозу, которая лишь слегка уступала угрозе со стороны партизан; итальянская политика нерешительно колебалась между экспансией и отводом войск, а также создавала дополнительный фактор нестабильности за счёт поддержки национального сербского элемента; и, наконец, слабое немецкое присутствие на севере страны фактически стало последним барьером между НГХ и его уничтожением — либо повстанцами, либо итальянцами».